# Brasiliansk real
 For alternative betydninger, se Real.
Real er den nuværende valuta (siden 1994)
i Brasilien. Dens ISO 4217 kode er BRL og den forkortes R$. 
Flertalsformen er reais og dens underenhed er centavos.
| Værdi                | Størrelse (mm) | Farve         |
| -------------------- | -------------- | ------------- |
| 1 Real - R$ 1,00     | 140x65         | Grøn          |
| 2 Real - R$ 2,00     | 140x65         | Blå og grå    |
| 5 Real - R$ 5,00     | 140x65         | Lilla         |
| 10 Real - R$ 10,00   | 140x65         | Lyserød       |
| 20 Real - R$ 20,00   | 140x65         | Gul og orange |
| 50 Real - R$ 50,00   | 140x65         | Brun          |
| 100 Real - R$ 100,00 | 140x65         | Blå           |

| Værdi                 | Diameter (mm) | Vægt (g) | Materiale                            |
| --------------------- | ------------- | -------- | ------------------------------------ |
| 1 Centavo - R$ 0,01   | 20,0          | 2,96     | Rustfrit stål                        |
| 5 Centavos - R$ 0,05  | 21,0          | 3,27     | Rustfrit stål                        |
| 10 Centavos - R$ 0,10 | 22,0          | 3,59     | Rustfrit stål                        |
| 25 Centavos - R$ 0,25 | 23,5          | 4,78     | Rustfrit stål                        |
| 50 Centavos - R$ 0,50 | 23,0          | 3,92     | Rustfrit stål                        |
| 1 Real - R$ 1,00      | 24,0          | 4,27     | Rustfrit stål (udgået december 2003) |

| Værdi                 | Diameter (mm) | Vægt (g) | Materiale                    |
| --------------------- | ------------- | -------- | ---------------------------- |
| 1 Centavo - R$ 0,01   | 17,0          | 2,43     | Kobberfarvet stål            |
| 5 Centavos - R$ 0,05  | 22,0          | 4,10     | Kobberfarvet stål            |
| 10 Centavos - R$ 0,10 | 20,0          | 4,80     | Bronzefarvet stål            |
| 25 Centavos - R$ 0,25 | 25,0          | 7,55     | Bronzefarvet stål            |
| 50 Centavos - R$ 0,50 | 23,0          | 9,25     | Kobber-Nikkel (1998-2001)    |
| 50 Centavos - R$ 0,50 | 23,0          | 6,80     | Rustfrit stål (fra 2002)     |
| 1 Real - R$ 1,00      | 27,0          | 7,84     | Kobber-Nikkel (1998-2001)    |
| 1 Real - R$ 1,00      | 27,0          | 7,00     | Bronzefarvet stål (fra 2002) |